# Municipio de Coolspring (Indiana)
El municipio de Coolspring (en inglés: Coolspring Township) es un municipio ubicado en el condado de LaPorte en el estado estadounidense de Indiana. En el año 2010 tenía una población de 14718 habitantes y una densidad poblacional de 157,4 personas por km².

## Geografía
El municipio de Coolspring se encuentra ubicado en las coordenadas 41°38′39″N 86°52′28″O / 41.64417, -86.87444. Según la Oficina del Censo de los Estados Unidos, el municipio tiene una superficie total de 93.51 km², de la cual 93.15 km² corresponden a tierra firme y (0.38%) 0.36 km² es agua.

## Demografía
Según el censo de 2010, había 14718 personas residiendo en el municipio de Coolspring. La densidad de población era de 157,4 hab./km². De los 14718 habitantes, el municipio de Coolspring estaba compuesto por el 79.49% blancos, el 15.11% eran afroamericanos, el 0.35% eran amerindios, el 1.16% eran asiáticos, el 0.03% eran isleños del Pacífico, el 1.26% eran de otras razas y el 2.6% pertenecían a dos o más razas. Del total de la población el 4.26% eran hispanos o latinos de cualquier raza.